# BMW 3 Серії (E46)
BMW E46 — модифікація кузова BMW 3 Серії, яка виготовлялась з 1998 по 2007 роки і прийшла на заміну BMW E36.
Всього було випущено 3.266.885 BMW E46 всіх модифікацій.

## Історія

### 1997

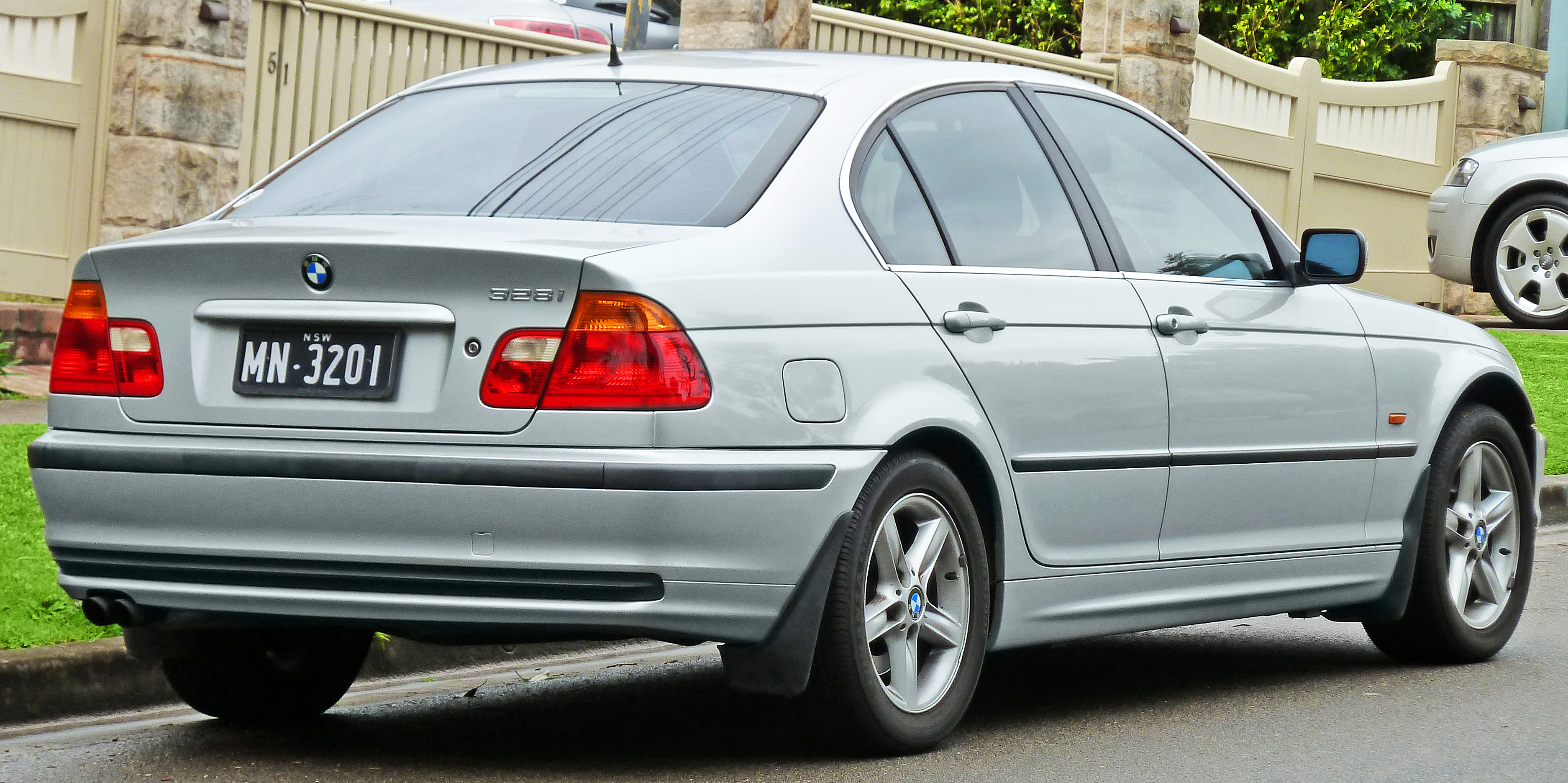
BMW 328i (E46) (1997—2001)

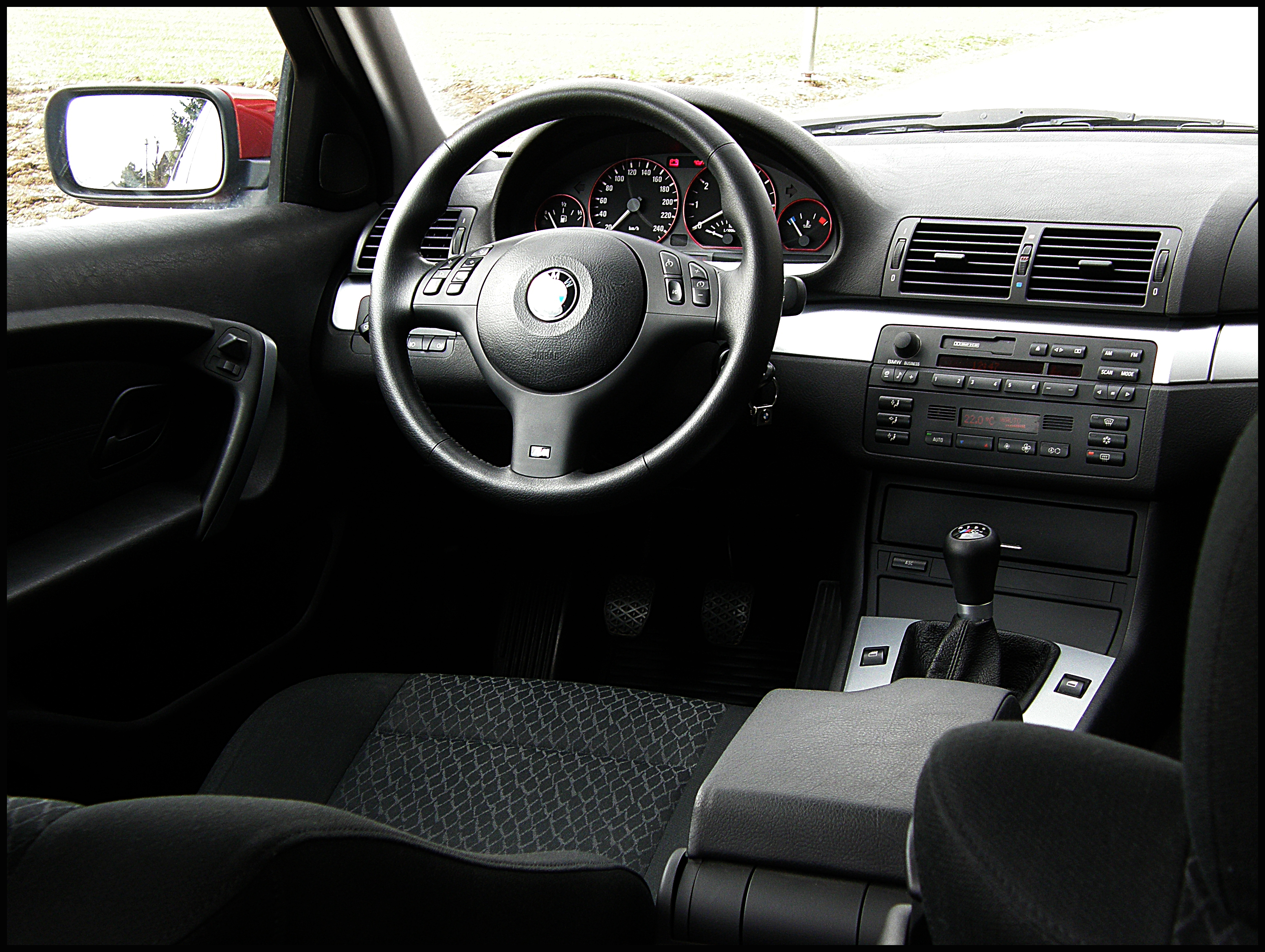
BMW E46 (1997—2001)

У грудні 1997 р. відбулося довгоочікувана подія — з'явилася «трійка» нового покоління — Е46. При розробці автомобіля був досягнутий цілком розумний компроміс між прагненням підвищити місткість кузова і комфорт салону при збереженні тих розмірів, які характерні для цього класу машин (по європейській класифікації група D).
Трохи збільшені колісна база і габарити, значно збільшена колія передніх і задніх коліс — на 63 і 57 мм відповідно. Зросла власна маса моделі (приблизно на 50 кг) в порівнянні з попередниками, попри те, що використання алюмінієвих сплавів в передніх і задніх важелях підвісок дозволило знизити їх безпружинні маси на 8 кг. Оснащення салону на рівні більше солідних моделей серії 5, а його місткість, що викликала нарікання багатьох покупців, дещо збільшена. У цілому конструкторам вдалося зберегти колишні експлуатаційні якості моделей цієї серії, які виділяють їх серед аналогів, а також створити новий, сучасніший вигляд компактної машини.
Першими з'явилися седани, які стали випускати паралельно з чотирма моделями попередньої серії Е36 з кузовами 3-дверний хетчбек Compact, 5-дверний універсал touring, 2-дверні купе і кабріолет.
Сімейство седанів Е46 отримало два нових двигуни. До появи наступного покоління 4-циліндрових 16-клапанних двигунів першою базовою моделлю став 318i з 1,9-літровою 8-клапанною «четвіркою» потужністю 118 к.с. Вперше на 4-циліндрових двигунах BMW для підвищення плавності їх роботи з'явилися два додаткових балансувальних вали. На моделях 320i, 323i і 328i встановлені колишні рядні «шістки» з легкого сплаву, обладнані новим газорозподільним механізмом з системою Doppel-Vanos, що регулює фази газорозподілу в ширшому діапазоні. Це дозволило збільшити потужність на малій і середній частотах обертання колінчастого валу і отримати максимум крутного моменту з колишніх 3950-4200 до 3500 об / хв.
Принципово новим є 4-циліндровий 16-клапанний дизель безпосереднього впорскування палива (з нерозділеними камерами згоряння), оснащений системою паливоподачі високого тиску і турбонадувом з проміжним охолодженням повітря. Новий двигун забезпечив моделі 320d високі динамічні показники, що перевищують параметри базової моделі 318i, і кращу (приблизно на чверть) паливну економічність. Відзначається відносно м'яка і тиха робота цього досить потужного двигуна з літровою потужністю близько 70 к.с. / л — первістка нового покоління високоефективних дизелів BMW.
В цілому, конструкція шасі залишилася колишньою, але за рахунок застосування алюмінію (20 % деталей) і високоміцної сталі, багато його компонентів стали легшими і міцнішими. Спереду встановлювалася незалежна пружинна підвіска зі стійками типу Макферсон і алюмінієвими L-подібними важелями, а ззаду — багатоважільна незалежна підвіска: до кожного колеса приєднувалися по два поперечні важелі і один поздовжній С-подібної форми з точкою кріплення до кузова.
Рейкове кермове управління мало гідропідсилювач зі змінним ступенем посилення. На автомобілі, що стоїть, і при русі з невеликою швидкістю посилення було максимальним, і воно знижувалося зі зростанням швидкості автомобіля.
Серед технічних новинок — 5-ступінчаста автоматична коробка передач з режимами адаптивного та ручного управління, розширилися функції АБС гальм, яка не тільки запобігає блокування коліс, але і дозволяє машині легше вписатися в поворот на гальмуванні (СВС), протибуксувальна система (ASC + T), що виконує також функції диференціал, що самоблокується. Найшвидша бмв Е46 м. Дніпро Олександр Филимоненко. Вперше на машинах цієї серії (правда, як замовлене обладнання на машинах з 6-циліндровими двигунами) застосовується третє покоління системи так званої динамічної стабілізації DSC, яка з'явилася кілька років тому на моделях серій 7 і 8. Вона допомагає водієві в керуванні автомобілем, постійно враховуючи і оцінюючи миттєву інформацію про частоту обертання кожного колеса, кутах повороту рульового колеса, величини бічного прискорення та центру мас автомобіля при зміні траєкторії його руху. Залежно від складається на дорозі ситуації DSC може скидати «газ» і пригальмовувати кожне колесо окремо, виправляючи тим самим помилки, які може допустити водій при неправильному, з точки зору електронних мізків DSC, проходження повороту або зміну траєкторії руху.

### 1999
У 1999 р. гамма двигунів була розширена 1,9 л двигуном в 105 к.с., який є дефорсованою модифікацією 1,9 л 118-сильного двигуна. Однак цей скромний табун здатний розганяти автомобіль до 200 км / год, а для досягнення 100 км / год йому потрібно 12,4 с. Крім того в кінці року з'явилася модель 330d з новим турбонадувним дизелем потужністю 184 к.с., обладнаним, як і 2-літровий турбодизель, системою Common Rail (загальна магістраль уприскування).
У цьому ж році повністю відновили і двохдверне купе. Як і раніше, при зовнішній схожості воно не має жодної спільної зовнішньої деталі з седаном, воно на 17 мм довше, на 18 мм ширше і на 46 мм нижче. Його оснащують тільки бензиновими двигунами робочим об'ємом 1,9-2,8 л. У стандартне оснащення купе входять 16-дюймові колеса і «спортивна» підвіска з короткими і жорсткими пружинами, що забезпечують більш «гострі» характеристики керованості.
Восени в продаж надійшли шість моделей просторих універсалів Touring нового покоління Е46. Двигуни ті ж, що і на седані за винятком 1,9 л (105 к.с.) четвірки, яка для купе не пропонується. Одночасно припинили випуск М3 з кузовом Е36, тому зі старої серії в 2000 р. увійшли тільки кабріолети і моделі Compact.

### 2000
У 2000 р. седани та універсали в цілому мало змінилися. Головна новина — поява двох 2,2 — і 3,0-літрових бензинових двигунів і трьох базових комплектацій для седанів, які відразу ж розділили покупців на прихильників спортивного стилю і комфорту. Для перших пропонується виконання M sport зі спортивними сидіннями і рульовим колесом, жорсткішою підвіскою і 17-дюймовими колесами. Є й суто зовнішні відмінності. Варіанти Comfort і Top Comfort призначені для більш м'якої їзди і відрізняються як обробкою, так і оснащенням салону. Сама назва Top Comfort говорить про високий рівень стандартної комплектації. У неї входять дорогі ксенонові фари, електропідігрів передніх сидінь, включення склоочисників по датчику дощу та ін
Світова прем'єра кабріолета на шасі «трійки» відбулася в березні 2000 р. на Женевському автосалоні, і цієї ж весни машини надійшли в продаж. Зовнішня схожість кабріолета з купе очевидно, хоча машини мають різні двері і задні крила. Кабріолет має автоматично спрацьовує при перекиданні дуги безпеки і складаний м'який верх, який укладається в спеціальний об'ємний контейнер і може бути демонтований. У холодну пору року встановлюється жорсткий верх, що перетворює автомобіль на повноцінне купе.
У червні 2000 р. модельний ряд седанів і універсалів доповнений повнопривідними комплектаціями 330Xi і 330Xdi з новим силовим агрегатом. Новинки отримали видозмінену передню підвіску і повний привід всіх коліс через роздавальну коробку з ланцюгом «Морзе» і міжосьовий диференціал. У цілому трансмісія аналогічна тій, що застосовується на позашляховика Х5. Замість механічних диференціалів підвищеного тертя використовується система «автоматичного диференціювання» ADB-X, що дозволяє перерозподіляти тягові сили на колесах в залежності від їх зчеплення з дорожнім покриттям за допомогою робочої гальмівної системи. Крім цього, на автомобілях застосовується новітній рядний 6-циліндровий двигун робочим об'ємом 3,0 л, створений на основі 2,8-літрового агрегату. Хід поршня збільшений з 84 до 89,6 мм. Потужність зросла майже на 20 % — з 193 до 231 к.с., що дозволило більш важким машинам мати кращі динамічні показники в порівнянні зі звичайними моделями 328i та 328i Touring. Дві інші моделі (330Xdi і 330Xdi Touring) комплектують відомим 2,9-літровим дизелем потужністю 184 турбонаддувним к.с. Наприкінці 2000 р. все сімейство «трійок» знайшло нові варіанти — 320i і 325i. Для першого робочий об'єм двигуна зріс з 2,0 до 2,2 л, а потужність — з 150 до 170 к.с. Робочий об'єм 2,5-літрового агрегату моделі 323i залишився тим самим, але в результаті модернізації потужність збільшилася з 170 до 192 к.с., а індекс машини змінили на 325i.
Сімейство купе тепер очолила флагманська спортивна модель М3. Зовнішні відмінності автомобіля полягають в іншому передньому бампері-спойлері зі збільшеним повітрозабірником, стильних вентиляційних ґратах на боковинах передніх крил і спеціальних хромованих легкосплавних колесах. У салоні — спортивні сидіння, «триспицеве» рульове колесо з великою кількістю різних функціональних кнопок і модні нині хромовані обідки круглих циферблатів на панелі приладів. На 45 см3 збільшений робочий об'єм двигуна М3. Форсування дозволила довести потужність цього неабиякого мотора до 343 к.с. при 7900 об / хв.
У листопаді було розсекречено новий Compact. Створений на укороченій платформі хетчбек відрізняється новою головною оптикою з чотирма окремими різнорозмірними круглими фарами (подальший розвиток теми «підведених очей») і трикутними задніми ліхтарями, в яких окремі відбивачі закриті загальним шклом. Хетчбек вийшов коротшим за седан на 280 мм, але колісна база залишилася колишньою (за рахунок більш короткого заднього звису). Отже, про погіршення умов для водія і пасажирів розмови немає. До того ж усе, чим багатий седан, доступне і хетчбеку. Зокрема, збережено універсальні можливості «компакта»: роздільна спинка заднього сидіння може бути складена та обсяг під перевезення поклажі збільшений. На задньому сидінні затісно, але для полегшення посадки передні сидіння не тільки відкидаються, а й зміщуються вперед і вгору.
Появою Compact'а баварський концерн завершує оновлення модельного ряду 3-ї серії Е46.

### 2001

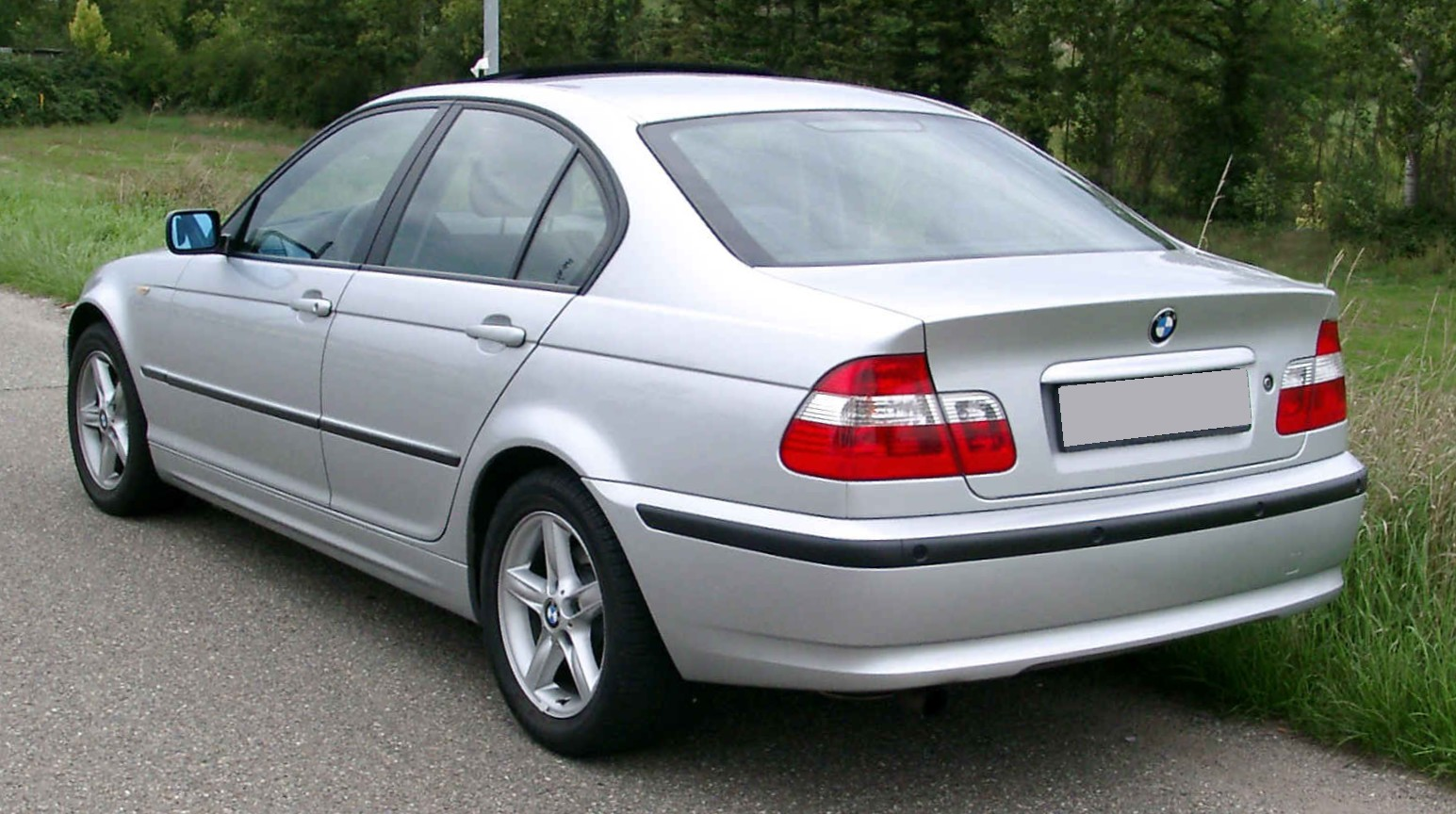
BMW E46 (2001—2005)

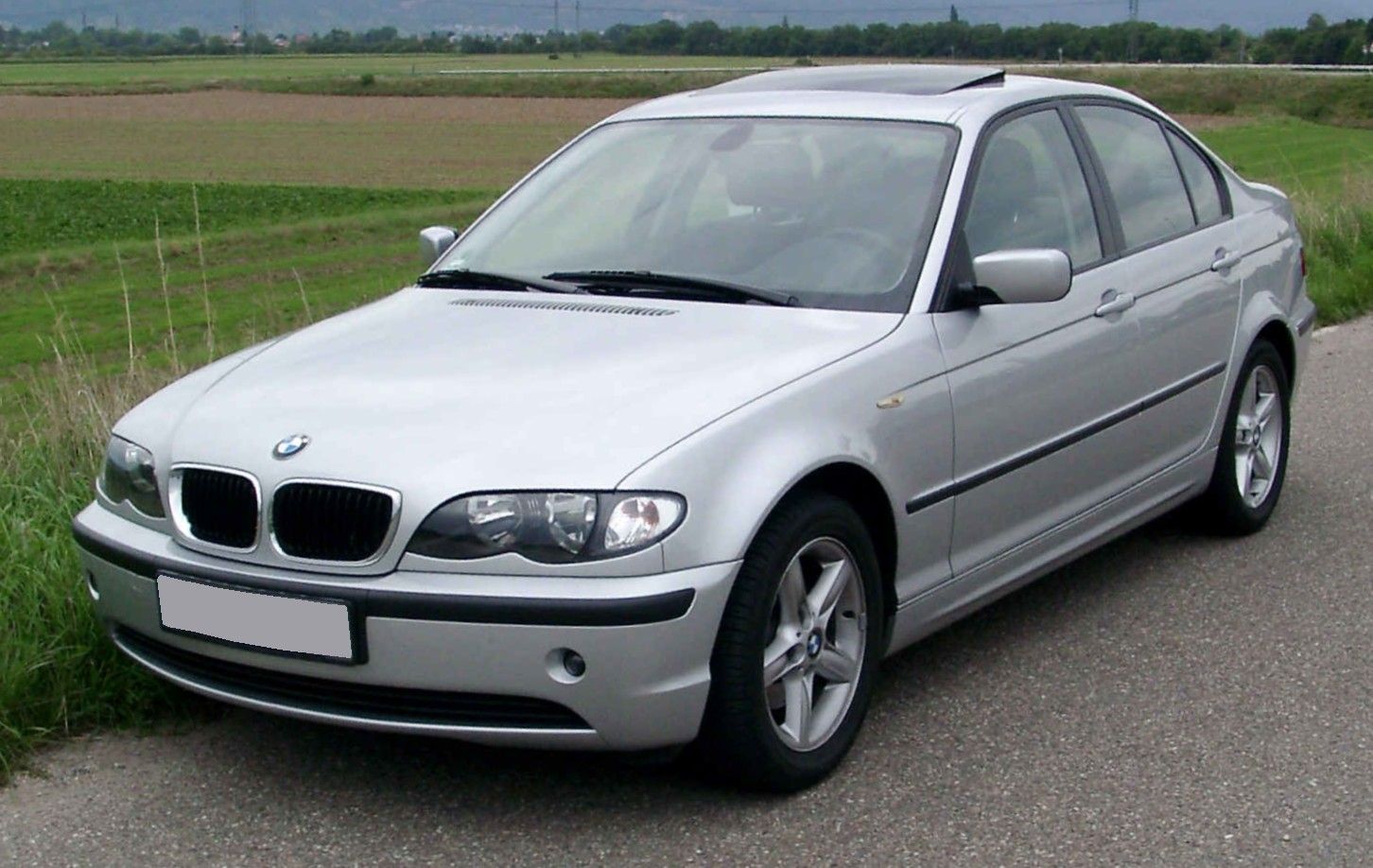
BMW E46 (2001—2005)

У вересні 2001 року для 2002 модельного року були випущені оновлені (LCI) версії седана і Touring.
- 325i (двигун M54) замінює 323i (двигун M52TU).
- 330i (двигун M54) замінює 328i (двигун M52TU).
- Двигун 320d оновлений з M47 до M47TU.
- Дисплей для навігаційної системи оновлено до широкоекранного.
- Седан і Touring отримають перероблені фари, задні ліхтарі, решітку радіатора, капот, передні крила та передні бампери.

Одинарні ксенонові фари 2001 і 2002 років були встановлені для фар дальнього світла; Біксенонові фари 2002 р.в.

### 2003

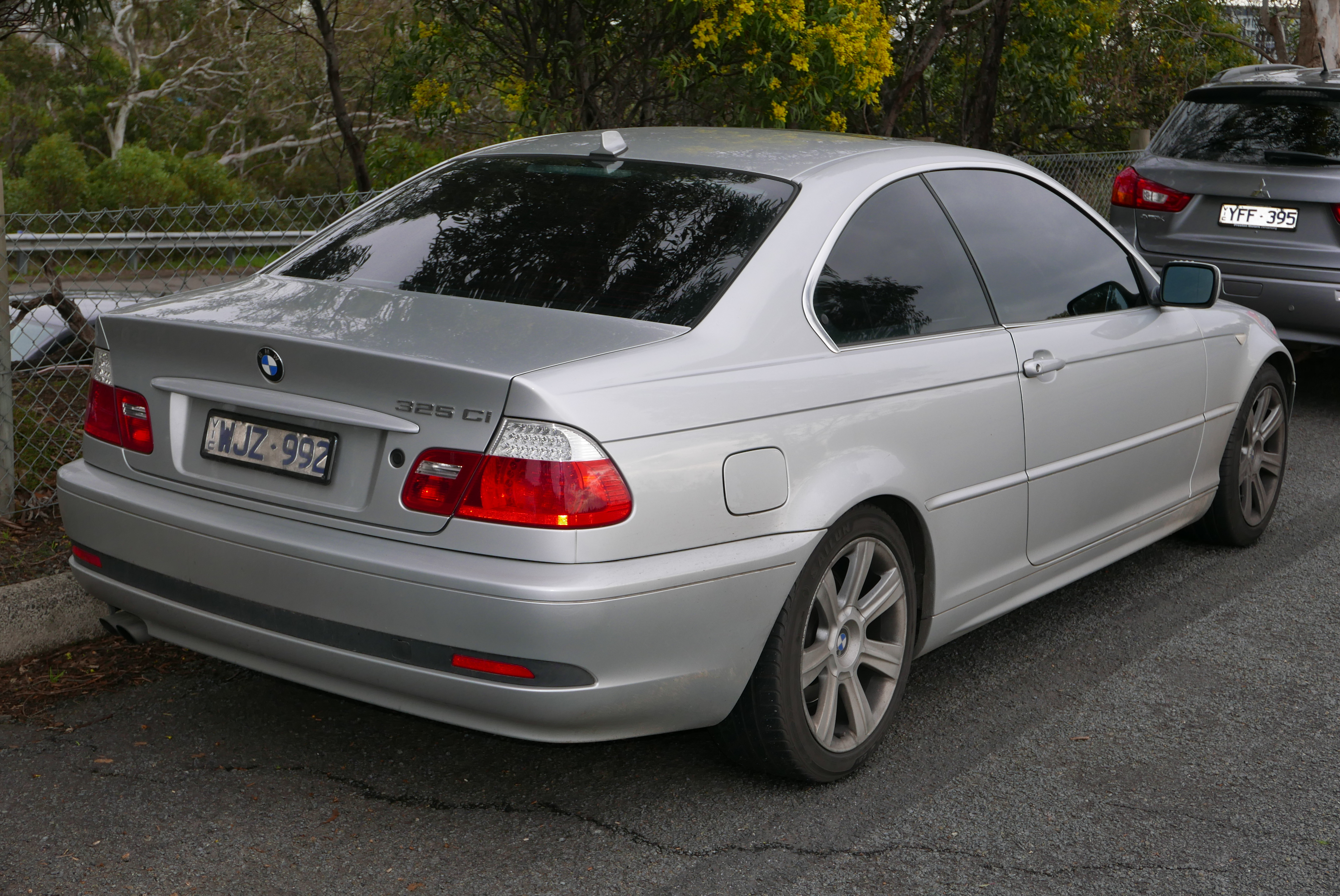
BMW E46 (2003—2006)

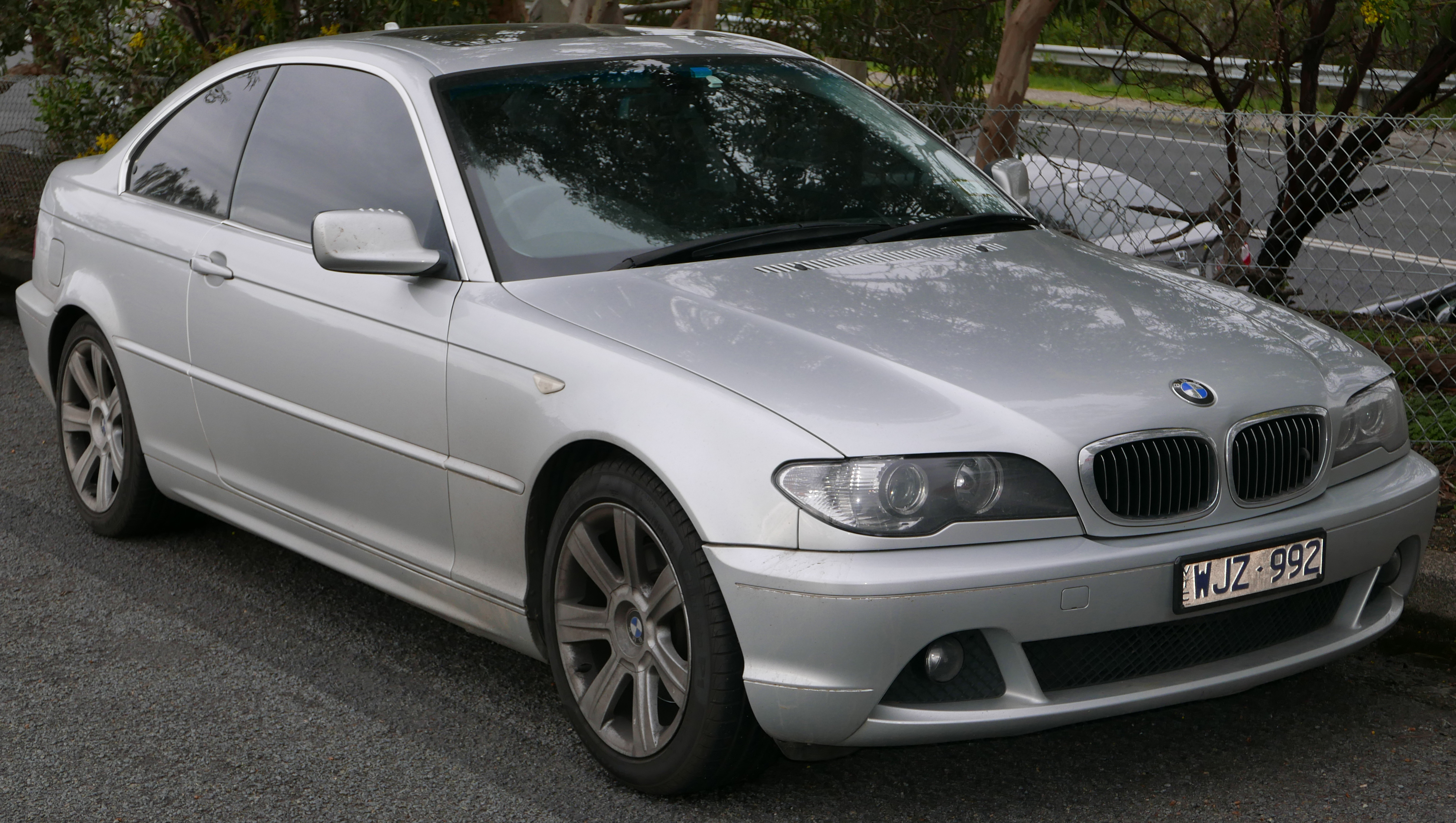
BMW E46 (2003—2006)

У березні 2003 року для 2004 модельного року були випущені оновлені (LCI) версії купе і кабріолета (крім M3).
- Навігаційну систему оновлено до версії Mark IV, яка базується на DVD.
- Стає доступним допоміжний вхід для звукової системи.
- Опція двигуна SULEV (M56) стає доступною для 325 моделей з автоматичною коробкою передач.
- Механічна коробка передач для 330 моделей оновлена з 5-ступінчастої до 6-ступінчастої.
- Купе і кабріолет отримують перероблені фари, задні ліхтарі (LED), решітку радіатора, капот і передній бампер.
- Адаптивні фари доступні для моделей купе та кабріолет.
- Двигун 330d оновлений з M57 до M57TU.

## Модельний ряд
| - Limousine (E46/4):   | 1998–2005       |
| - Coupe (E46/2):       | 1999–2006       |
| - Touring (E46/3):     | 1999–2005       |
| - Cabrio (E46/2C):     | 2000–2007       |
| - Compact (E46/5):     | 06/2001–12/2004 |
| - M3 Coupe (E46/2S):   | 2000–2006       |
| - M3 Cabrio (E46/2CS): | 2001–2006       |

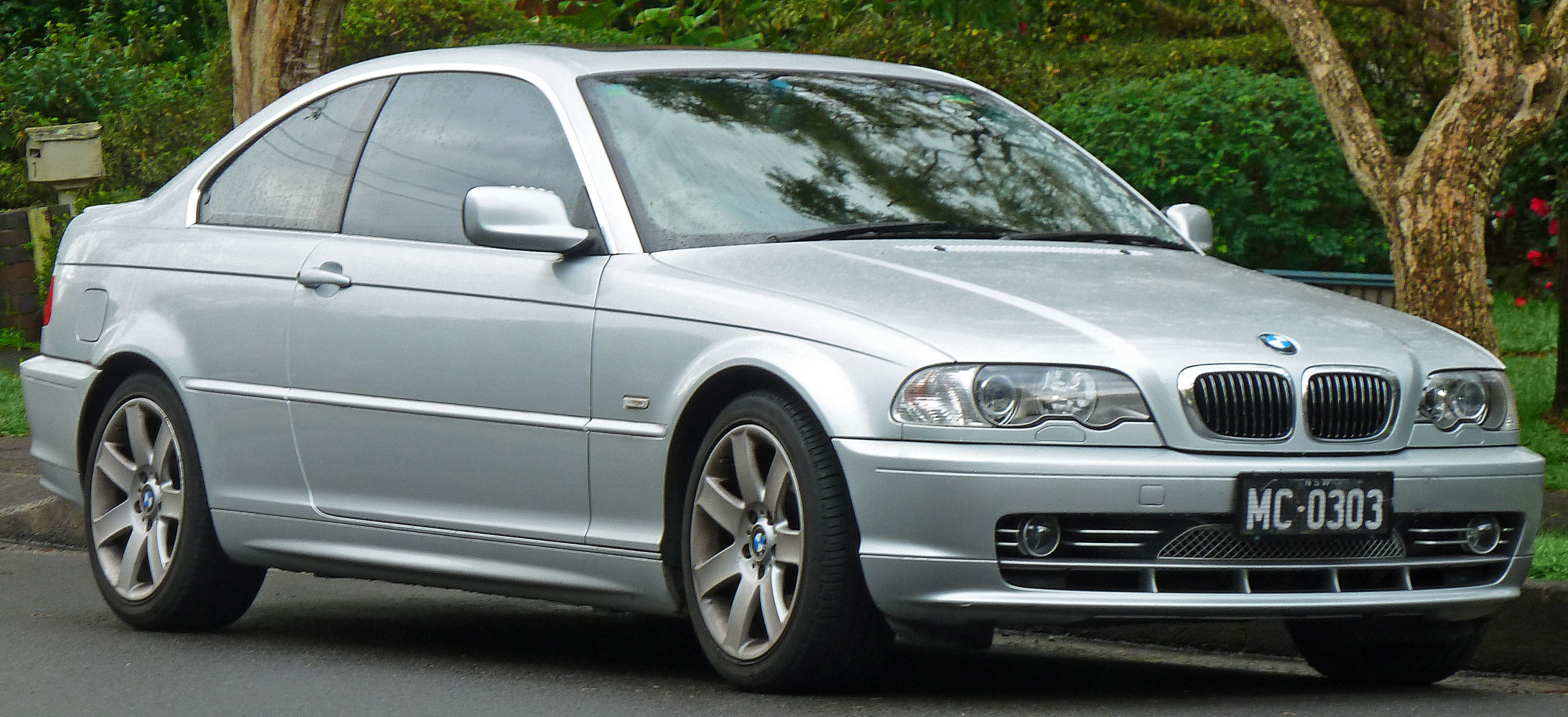
BMW E46 Coupe
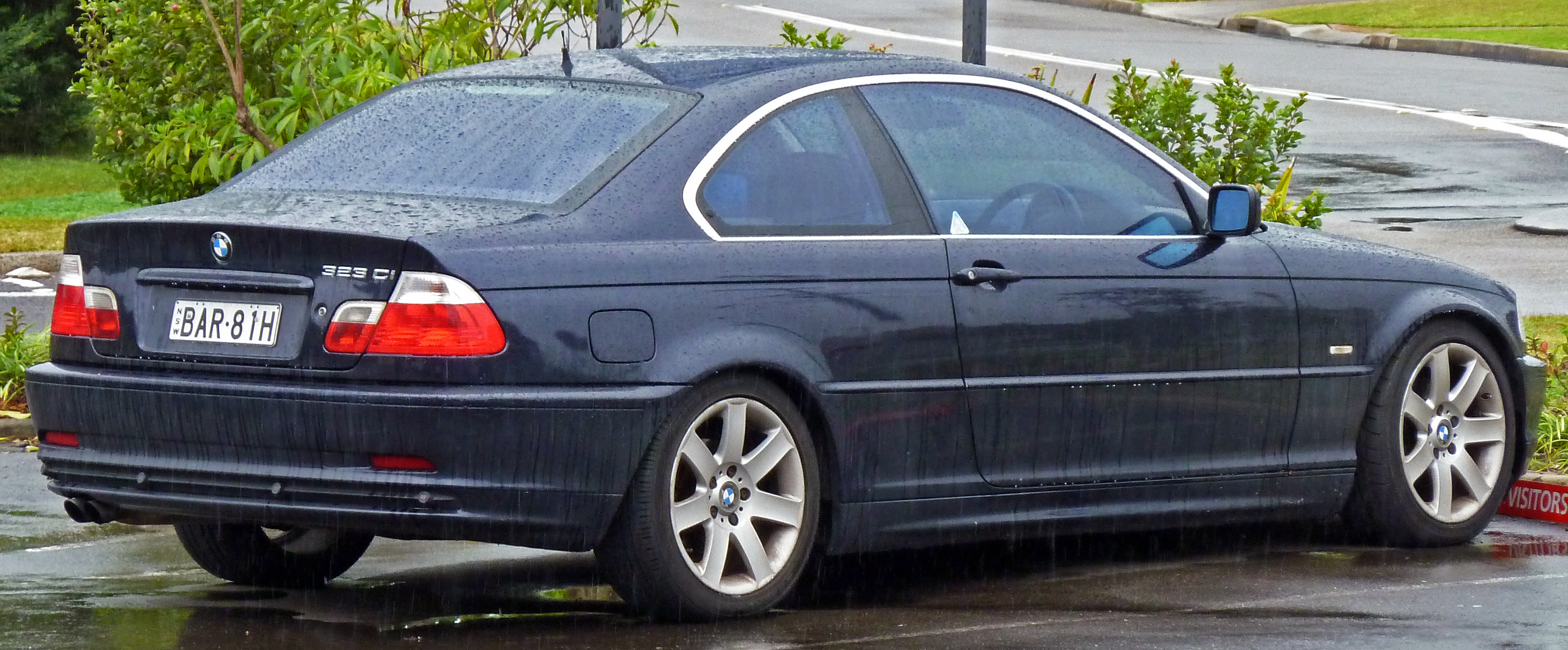
BMW E46 Coupe
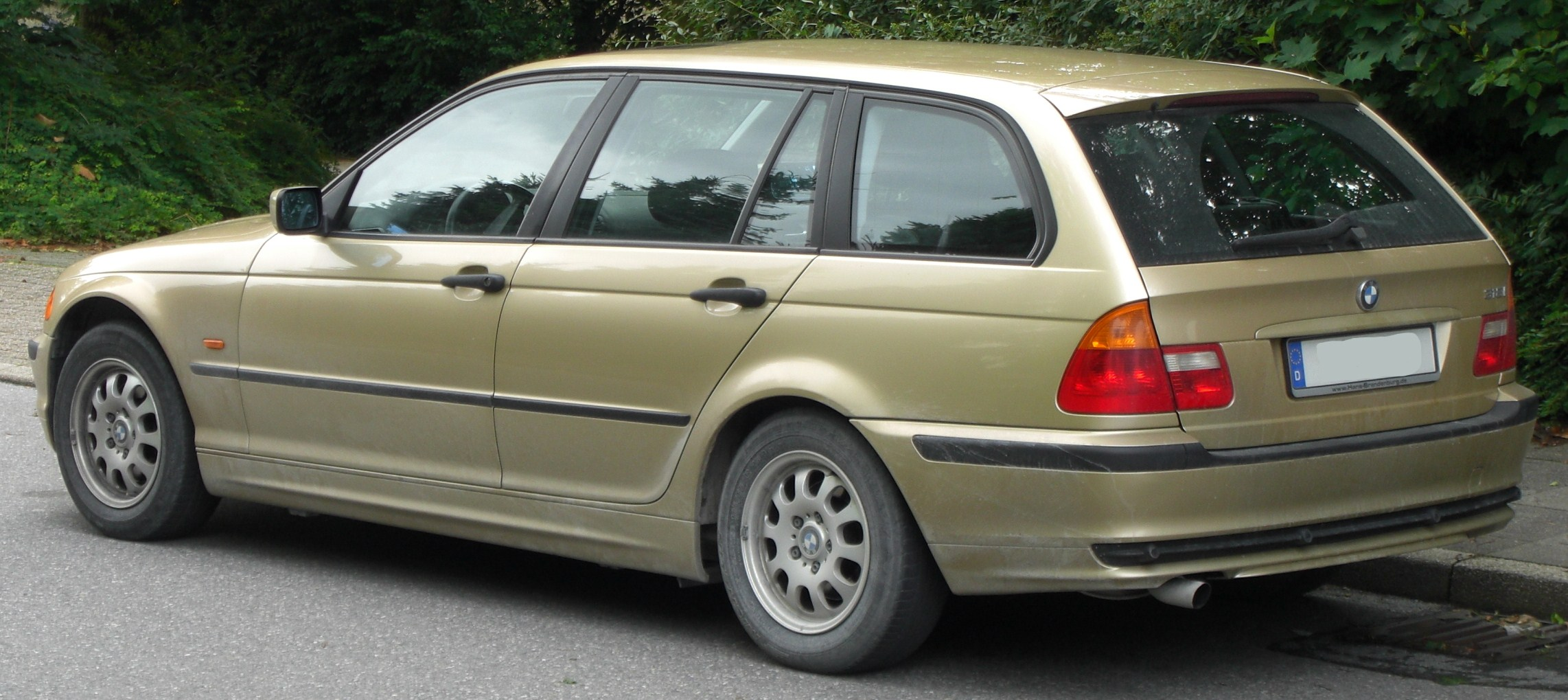
BMW E46 Touring
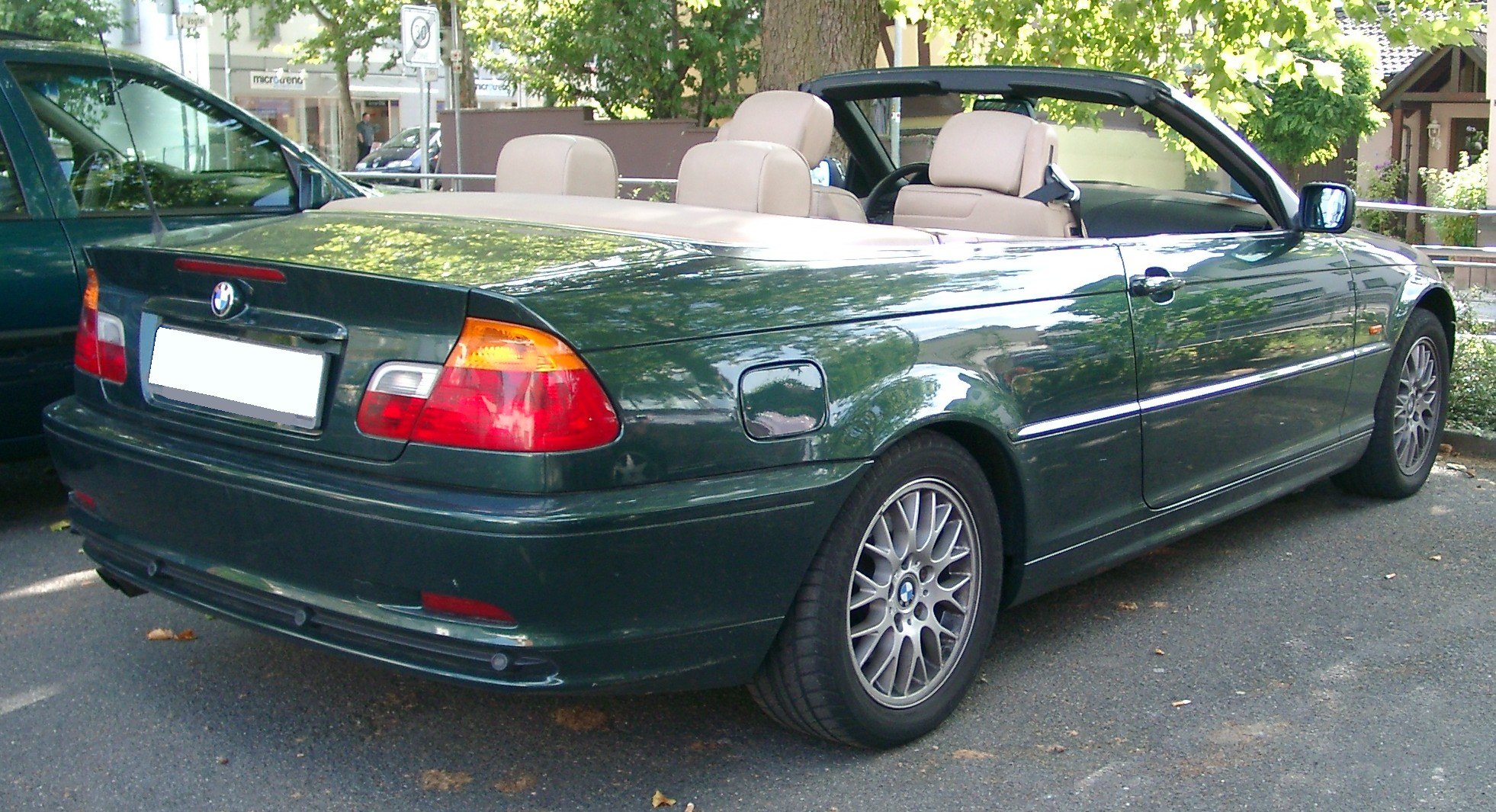
BMW E46 Cabrio
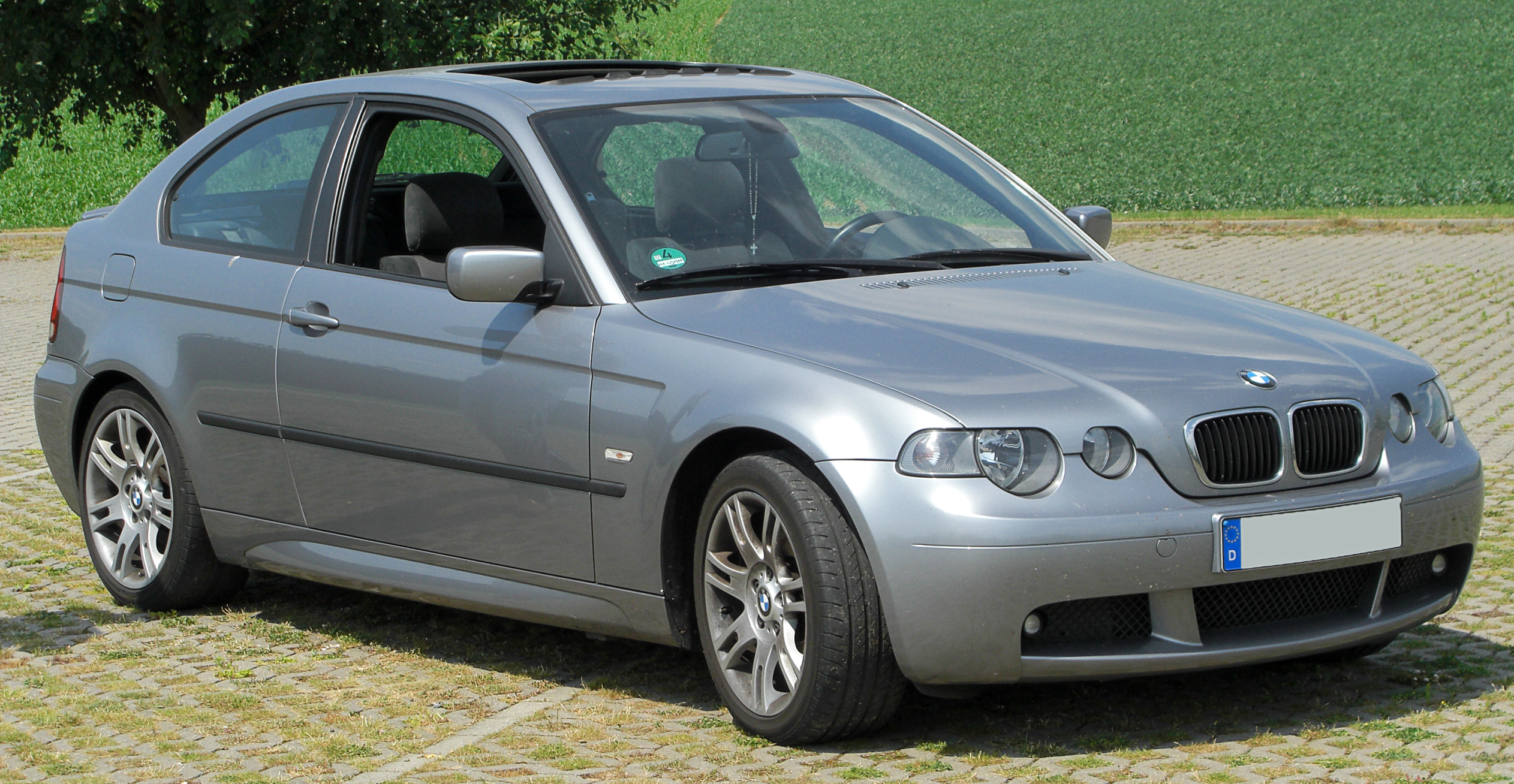
BMW E46 Compact
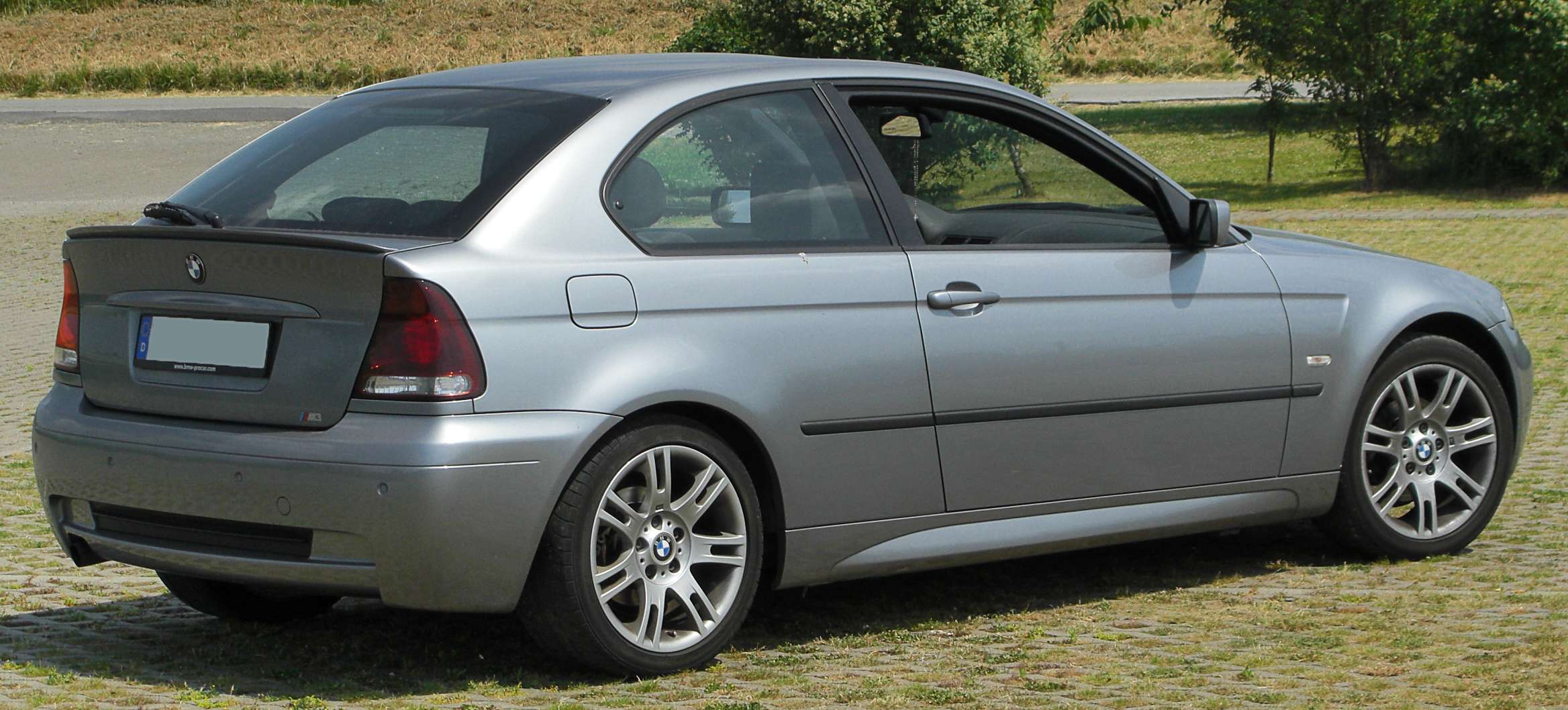
BMW E46 Compact